# Rue de la Grosse-Écritoire
La rue de la Grosse-Écritoire est une voie de la commune française de Reims, dans le département de la Marne, en région Grand Est.

## Situation et accès
La rue de la Grosse-Écritoire est comprise entre la rue de Mars et la rue du Général-Sarrail. La rue appartient administrativement au quartier du Centre-ville de Reims.

## Origine du nom
Nom dû à une enseigne placée jadis sur une maison de la rue et qui est signalée au 17e siècle (Extrait du plan Héteau, 1844).

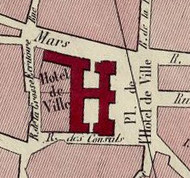
extrait du plan Héteau de 1844.

## Historique
Connue au XVIIe siècle avec le nom de rue de la Grosse-Écritoire. En 1887 il fut proposé de l’appeler place de la Caisse-d’Épargne. On demanda alors de rechercher l’origine authentique de l’appellation Grosse-Écritoire qui devait rappeler un souvenir historique digne d’être conservé. Il n’a pas été donné suite car le nom est dûment lié à une enseigne placée jadis sur une maison de la rue et qui est signalée au XVIIe siècle.

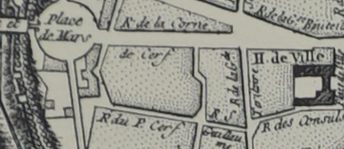
Sur la plan Moithey de 1775.

## Bâtiments remarquables et lieux de mémoire
- Hôtel de ville de Reims,
- Hôtel de la Caisse d'épargne de Reims.

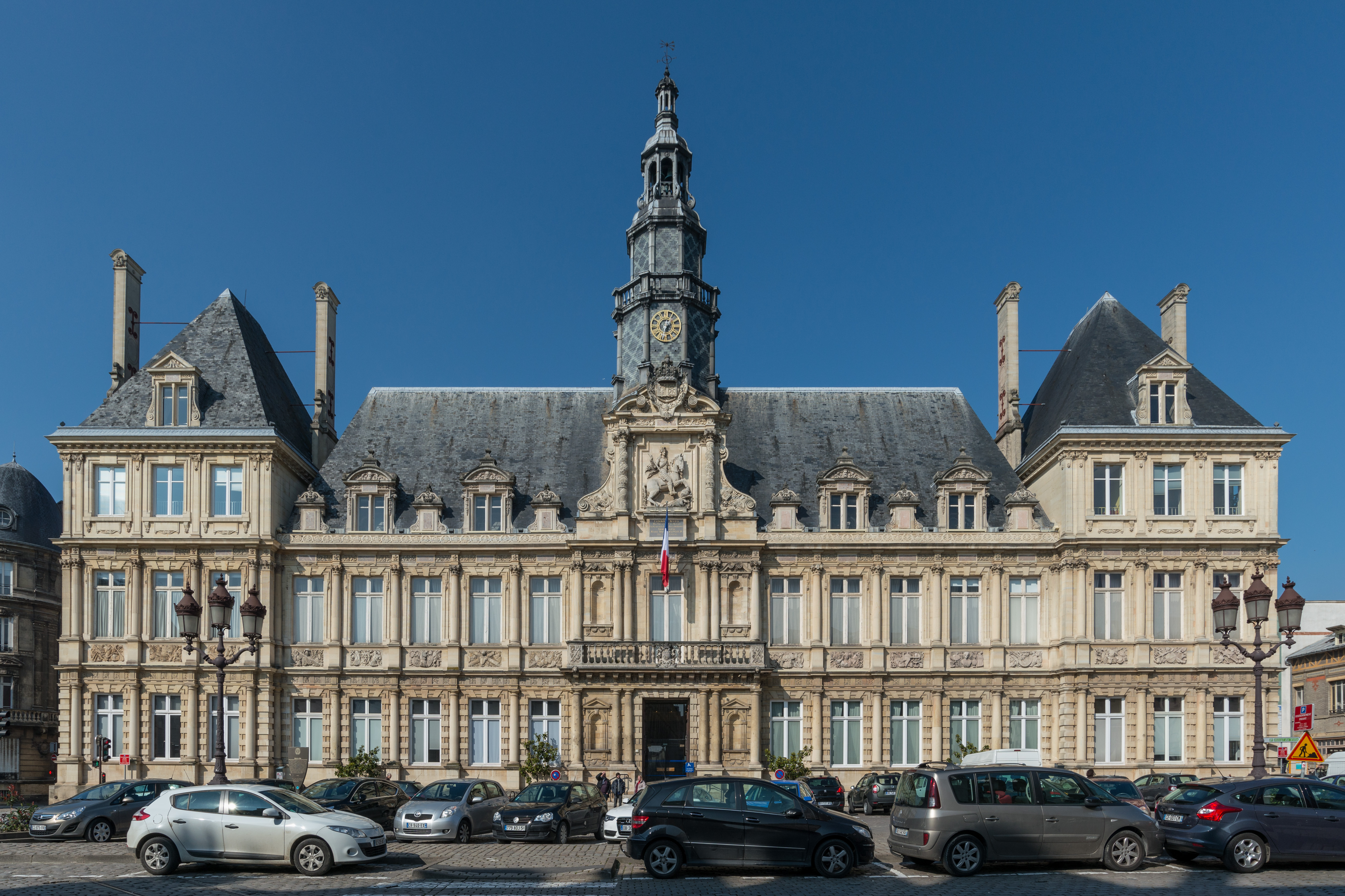
Façade de l'Hôtel de ville de Reims.
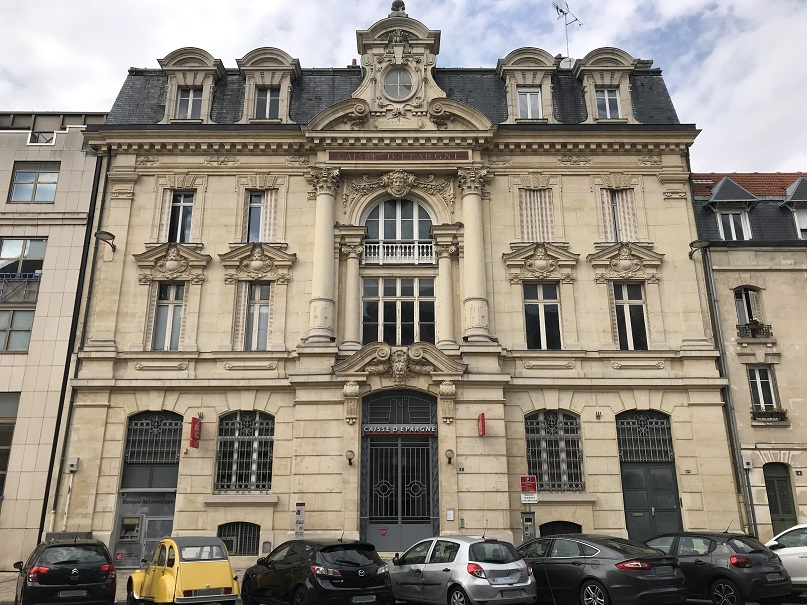
Façade de Hôtel de la Caisse d'épargne.